# ناتانیل پی. هیل
ناتانیل پی. هیل (به انگلیسی: Nathaniel P. Hill) سناتور سابق عضو حزب جمهوری‌خواه ایالات متحده آمریکا بود. وی در سال ۱۸۷۹ تا ۱۸۸۵ میلادی سناتور ایالت کلرادو در سنای ایالات متحده آمریکا بود.